# Tenth
| Recensione | Giudizio |
| ---------- | -------- |
| AllMusic   | [ 1 ]    |

Tenth è (come suggerisce il titolo) il decimo album della The Marshall Tucker Band, pubblicato dalla Warner Bros. Records nel 1980.
Circa un mese dopo la pubblicazione dell'album, il bassista del gruppo (e fratello di Toy), Tommy Caldwell morirà in un incidente automobilistico.

## Tracce
Lato A
1. It Takes Time – 3:32 (Toy Caldwell)
2. Without You – 3:33 (Tommy Caldwell)
3. See You One More Time – 3:48 (Toy Caldwell)
4. Disillusion – 3:55 (George McCorkle, Jerry Eubanks)
5. Cattle Drive – 6:17 (Tommy Caldwell, Toy Caldwell)

Durata totale: 21:05
Lato B
1. Gospel Singin' Man – 3:23 (George McCorkle)
2. Save My Soul – 4:35 (Toy Caldwell)
3. Sing My Blues – 3:25 (Tommy Caldwell, Toy Caldwell)
4. Jimi – 2:11 (George McCorkle, Toy Caldwell) – Brano strumentale
5. Foolish Dreaming – 4:49 (George McCorkle, Doug Gray)

Durata totale: 18:23

## Formazione
- Toy Caldwell - chitarra solista, chitarra pedal steel
- Toy Caldwell - chitarra acustica solista (brano: Gospel Singin' Man)
- Toy Caldwell - voce solista (brano: Save My Soul)
- Toy Caldwell - accompagnamento vocale (brano: Foolish Dreaming)
- Toy Caldwell - armonica (brano: Without You)
- George McCorkle - chitarra acustica, chitarra ritmica elettrica
- George McCorkle - chitarra solista (brano: Disillusion)
- George McCorkle - organo (brano: Gospel Singin' Man)
- Doug Gray - voce solista (eccetto nel brano: Save My Soul)
- Doug Gray - accompagnamento vocale
- Jerry Eubanks - flauti (C e alto), sassofoni (soprano, alto, C melody, tenore e baritono)
- Jerry Eubanks - flauti e sassofoni elettrici, fender rhodes, vibrafono, percussioni, accompagnamento vocale
- Tommy Caldwell - basso elettrico, accompagnamento vocale
- Tommy Caldwell - chitarra elettrica (brano: Without You)
- Paul T. Riddle - batteria
- Paul T. Riddle - congas (brano: Disillusion)
- Paul T. Riddle - accompagnamento vocale (brano: Foolish Dreaming)

Ospiti
- Patti Austin - accompagnamento vocale, coro (brano: Gospel Singin' Man)
- Jocelyn Shaw - accompagnamento vocale, coro (brano: Gospel Singin' Man)
- Ullanda McCullough - accompagnamento vocale, coro (brano: Gospel Singin' Man)
- Vivian Cherry - accompagnamento vocale, coro (brano: Gospel Singin' Man)
- Diva Gray - accompagnamento vocale, coro (brano: Gospel Singin' Man)
- Ben Mojo Burnett - battito delle mani (handclaps) (brano: Gospel Singin' Man)

Note aggiuntive
- Stewart Levine - produttore (per la Outside Productions, Inc.)
- Kevin Herron - ingegnere del suono
- Ruffo - assistente ingegnere del suono
- Jon Smith - assistente ingegnere del suono
- Scotty McPherson - assistente ingegnere del suono
- Registrato al Bayshore Recording Studios di Coconut Grove, Florida ed al The Hit Factory di New York City
- Mixato al The Hit Factory di New York City, New York
- Masterizzato da Greg Calbi al Sterling Sound[2]